# Мухаметдинов, Шамиль Галиахметович
Шамиль Галиахметович Мухаметдинов (2 ноября 1924, с. Айбуляк, Янаульский район, Башкирская АССР, РСФСР — 28 февраля 2015, Чапаевск, Российская Федерация) — бригадир заправщиков на заводе почтовый ящик № 102 в г. Чапаевске Куйбышевской области. Герой Социалистического Труда.

## Биография
Получил неполное среднее образование. По национальности башкир.
Трудовую деятельность начал в 1940 г. слесарем-сушильщиком конторы «Заготзерно» Янаульского района. С 1943 г. работал аппаратчиком, старшим аппаратчиком, бригадиром заправщиков на заводе почтовый ящик № 102 в г. Чапаевске Куйбышевской области.
За годы восьмой пятилетки (1966—1970) добился высоких производственных показателей в социалистическом соревновании по выпуску промышленной продукции высокого качества.
За выдающиеся успехи в выполнении заданий пятилетнего плана, внедрение передовых методов труда и достижение высоких технических и производственных показателей Указом Президиума Верховного Совета СССР от 20 апреля 1971 г. Ш Г. Мухаметдинову присвоено звание Героя Социалистического Труда.
До ухода на пенсию в 1974 г. работал старшим аппаратчиком завода химических удобрений г. Чапаевска Куйбышевской области.

## Награды
- Герой Социалистического Труда (1971)
- Награждён орденом Ленина